# Jules Simon

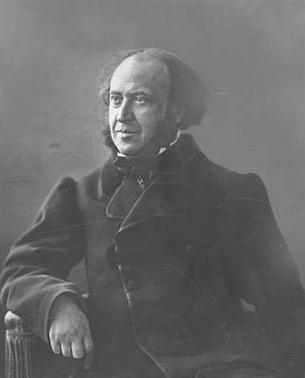
Jules Simon

François-Jules Simon Suisse gezegd Jules-François Simon (Lorient, 27 december 1814 - Parijs, 8 juni 1896) was een Frans filosoof en politicus.

## Biografie

### Achtergrond, opleiding en vroege carrière
Jules Simon werd op 27 december 1814 geboren in Lorient (Morbihan) onder de naam François-Jules Simon Suisse. Later wijzigde hij zijn naam in (François-)Jules Simon. Hij was de zoon van een lakenkoopman uit Loudrefing (Moselle) die zich eerst in Lorient, daarna in Saint-Jean-Brévelay (1818) en uiteindelijk in Uzel vestigde. Jules Simon werd geboren uit diens tweede huwelijk met een rooms-katholieke Bretonse. Voorwaarde voor het huwelijk was dat hij zijn protestantse religie afzwoer en rooms-katholiek werd.
Jules Simon volgde onderwijs aan het lyceum te Lorient en aan het seminarie te Vannes, daarna studeerde hij filosofie aan de École Normale in Parijs (1833-1836). Hij kwam in contact met Victor Cousin, een hoogleraar in de filosofie, die hem als docent in de filosofie naar Caen (1836) en daarna naar Versailles (1837) stuurde. Hij hielp vervolgens Cousin met zijn vertaling van Plato. Na zijn doctoraal werd hij de plaatsvervanger van Cousin aan de Sorbonne (1839). Daarnaast gaf hij aan de École Normale les in de geschiedenis van de filosofie.

### Academische carrière alsfilosoof
Als plaatsvervangend hoogleraar, en later als hoogleraar, hield hij zich vooral bezig met de bestudering van de klassieke filosofen, en dan met name Plato en Aristoteles. Hij redigeerde daarnaast de werken van Nicolas Malebranche (2 dln., 1842), van René Descartes (1842), Jacques-Bénigne Bossuet (1842), en van Antoine Arnauld (1843). Tussen 1844 en 1845 verschenen van zijn hand de twee delen tellende Histoire de l'école d'Alexandrie (Geschiedenis van de Alexandrijnse School). Hij schreef ook artikelen voor de Revue des Deux Mondes ("Tijdschrift van de Twee Werelden"). In een poging om het juk van Cousin van zich af te werpen, richtte hij in 1847 met Amédée Jacques en Émile Saissat het tijdschrift Liberté des penser ("Het Vrije Denken"). Filosofische meningsverschillen tussen Jacques (een collectivist) en Simon (een individualist) leidden ertoe dat de laatste als medewerker van Liberté des penser stopte.
Jules Simon stelde zich in 1847 kandidaat voor de parlementsverkiezingen van dat jaar. Hij kandideerde zich als republikein voor Lannion (Bretagne) maar, werd ondanks een actieve campagne, niet gekozen.

### Politicus
Na de totstandkoming van de Tweede Franse Republiek werd hij op 23 april 1848 in de Nationale Grondwetgevende Vergadering gekozen voor het departement Côtes-du-Nord. In de Nationale Vergadering schaarde hij zich bij de gematigde republikeinen en kantte zich tegen zowel extreemlinks als extreemrechts. In 1849 werd hij lid van de Raad van State. Na de staatsgreep van 2 december 1851, waarbij president Lodewijk Napoleon Bonaparte alle macht naar zich toetrok, werd hij als parlementariër afgezet. Hij werd vervolgens weer hoogleraar aan de École Normale en legde zich toe op het schrijven van boeken. Van zijn hand verschenen onder meer: Le Devoir (1851), La Religion naturelle (1856), La Liberté de conscience (1857), La Liberté politique (1859), La Liberté civile (1859) en L'École (1864). In L'Ouvrière (1861), Le Travail (1866) en L'Ouvrier de huit ans (1867) werd ook het opkomend socialisme behandeld (zie ook hieronder de sectie Werken). In 1863 werd Simon als republikein in het Wetgevend Lichaam (Corps Législatif) gekozen.

### Politicus tijdens deDerde Franse Republiek
Toen in september 1870, op het hoogtepunt van de Frans-Duitse Oorlog, de Derde Franse Republiek werd uitgeroepen, trad Simon op 5 september als minister van Onderwijs, Schone Kunsten en Kerkelijke Zaken toe tot de Regering van Nationale Verdediging (Gouvernement de la Défense Nationale) van generaal Louis Jules Trochu. Na de capitulatie van Parijs in januari 1871 werd hij naar Bordeaux gezonden om minister van Binnenlandse Zaken Gambetta's verzet tegen de vrede te voorkomen. Gambetta, die zich min of meer van de regering had afgescheiden, zond een schrijven uit dat iedereen die onder het Tweede Franse Keizerrijk een openbaar ambt had bekleed uitgesloten werden van de parlementsverkiezingen. Er werd veel waarde gehecht aan het schrijven van Gambetta en hij liet Simon bij zijn aankomst in Bordeaux arresteren. Simon zag echter kans om te communiceren met Parijs en op 6 februari trad Gambetta af en kwam Simon vrij.
In 1871 werd Simon voor het departement Marne in de Kamer van Afgevaardigden (Chambre de Députés) gekozen. Simon bleef minister van Onderwijs, Schone Kunsten en Kerkelijke Zaken in het eerste reguliere kabinet van de Derde Franse Republiek (kabinet-Dufaure I) en zette zich in voor de invoering van gratis lager onderwijs. Hij trachtte een conflict met de Rooms-Katholieke Kerk te voorkomen en probeerde het onderwijsbeleid acceptabel te maken voor de Kerk. Hij kreeg echter te maken met het verzet van de bisschop van Orléans Félix Dupanloup. Toen zijn onderwijshervorming niet kon worden doorgezet trad hij op 18 mei 1871 af, waarna het kabinet viel.
Op 16 december 1875 werd hij zowel senator voor het leven (sénateur inamovible) als lid van de Académie Française (Franse Academie).

### Premier
Op 12 december 1876 werd hij - tegen de zin van president Patrice de Mac-Mahon - tot premier (Président du Conseil) en minister van Binnenlandse Zaken. Toen hij in de functie van premier voor het eerst voor het Franse parlement verscheen verklaarde hij "uiterst behoudend, maar tegelijkertijd uitstert republikeins" te zijn. Door deze uitspraak joeg hij zowel uiterst links (radicaal) als uiterst rechts (monarchistisch) in de gordijnen. Een van de eerste daden van de regering was de vervanging van antirepublikeinse functionarissen door republikeinsgezinden. Op 3 mei 1877 nam het parlement een motie aan die premier Simon verplichtte op te treden tegen "klerikale agitatie" tegen de republiek. President Mac-Mahon, een van zijn voornaamste vijanden, zag aanleiding om Simon te ontslaan (16 mei 1877) en hem te vervangen door de liberale monarchist Albert, duc de Broglie. Deze presidentiële "staatsgreep" ("Seize Mai") werd later door de Kamer van Afgevaardigden verworpen en de presidentiële macht werd dusdanig beperkt dat Frankrijk een parlementair stelsel kreeg.
Jules Simon bleef als senator politiek actief. Hij verzette zich tegen premier Ferry's wetsvoorstel om het ordegeestelijken van "niet-geautoriseerde congregaties" te verbieden om les te kunnen geven op scholen. Door Simons verzet tegen dit wetsvoorstel, kwam de wet er uiteindelijk niet (1880). Simon betoonde zich ook een consequent tegenstander van Gambetta, met wie de relatie sinds het incident van januari 1871 slecht was. In 1889 keerde hij zich tegen de generaal Georges Ernest Boulanger.
Simon was directeur van Le Gaulois (1879-1881), en schreef voor Le Matin (1882-), Journal des Débats (1886-) en Le Temps (1890-).
Jules Simon overleed op 81-jarige leeftijd, 8 juni 1896 in Parijs.

## Uitspraak
- "Er bestaat geen neutraal onderwijs, omdat er geen leerkracht is die geen religieuze of filosofische mening heeft." (1871)

## Werken
- Étude sur la théodicée de Platon et d'Aristote (1840)
- Histoire critique de l'école d'Alexandrie (1844-1845)
- La Mort de Socrate (1853)
- Le Devoir (1854)
- La Religion naturelle (1856)
- La Liberté de conscience (1857)
- La Liberté (1859)
- L'Ouvrière (1861)
- L'École (1864)
- Le Travail (1866)
- L'Ouvrier de huit ans (1867)
- La Politique radicale (1868)
- La Peine de mort (Bordeaux, 1869)
- La Famille (Paris, 1869)
- Le Libre Échange (1870)
- Le Gouvernement de Thiers (1871, 2 vol. in-8)
- La Réforme de l'enseignement secondaire (1874)
- Souvenirs du 4 septembre (1874)
- Dieu, Patrie, Liberté (1883)
- Une Académie sous le Directoire (1884)
- Thiers, Guizot, Rémusat (1885)
- Nos hommes d'État (1887)
- Victor Cousin (1887).
- Souviens-toi du 2 décembre (1889)
- La Femme au XXe siècle (1891)